# Don Fagerquist
Don Fagerquist, de son vrai nom Donald A. Fagerquist, né le 6 février 1927 à Worcester, dans le Massachusetts, et mort le 24 janvier 1974 à Los Angeles. est un trompettiste de jazz américain. C'est un représentant du jazz West Coast. 

## Biographie
Autodidacte, Don Fagerquist commence sa carrière musicale dans la formation de Mal Hallett (1943). Entre 1944 et 1953, on va l’entendre dans les orchestres de Gene Krupa, Artie Shaw, Woody Herman, Les Brown et, brièvement, de Stan Kenton. 
Vers 1953, il s’installe en Californie. Il devient une des figures incontournables du jazz «West Coast». De 1953 à 1959, il enregistre de très belles plages avec le « Dave Pell Octet ». On peut l’entendre sur d’excellents albums d’autres représentants de ce style de jazz Shelly Manne, Shorty Rogers, Art Pepper (The Artistry of Pepper (1957)), Marty Paich, John Graas, Bob Cooper,… Ses qualités de soliste et de musicien de pupitre font qu’il est souvent engagé pour des enregistrements de « big bands occasionnels » (Russ Garcia, Nelson Riddle, Pete Rugolo,…). Il dirige parfois sa propre formation. En 1957, il enregistre avec celle-ci, pour le label Mode, Music To Fill a Void, son seul disque comme leader.
À partir de 1956, il mène une intense carrière de musicien de studio. Il travaille pour la télévision et le cinéma (il est « staff musician » pour la Paramount Pictures). Il participe à l’enregistrement de nombreux disques de chanteurs ou chanteuses (Frank Sinatra, Sammy Davis Jr., Harry Belafonte, Ray Charles, Hoagy Carmichael, Bobby Darin, Lena Horne, Ella Fitzgerald, Peggy Lee, June Christy, …). 
Vers le milieu des années 1960, des problèmes de santé le forcent à réduire son activité. Il décède à la suite de troubles rénaux en 1974.
Musicien méconnu et sous-estimé, Don Fagerquist était un soliste subtil. Maître de la « demi-teinte », Fagerquist jouait de très émouvantes improvisations, d’une construction modèle, où sa sonorité à la fois pure et fragile faisait merveille.